# Хэнд, Лернед
Биллингс Лернед Хэнд (англ. Billings Learned Hand, 27 января 1872, Олбани (Нью-Йорк) — 18 августа 1961, Нью-Йорк) — американский судья и философ права. Работал в Окружном суд США по южному округу штата Нью-Йорк и затем в Апелляционном суде второго округа. В истории права учёные-юристы и судьи Верховного суда США на него ссылаются чаще, чем на любого другого судью нижестоящего суда.
Родился и вырос в Олбани в штате Нью-Йорк. Специализировался в философии в Гарварде и окончил c отличием юридический факультет этого университета. После короткой карьеры адвоката в Олбани и Нью-Йорке в 1909 году был назначен федеральным окружным судьёй в Манхэттене, где он скоро своими решениями завоевал себе авторитет. В период между 1909 и 1914 годами под влиянием социальных теорий Херберта Кроли он поддержал «новый национализм». В 1913 году баллотировался безуспешно в главные судьи Апелляционного суда штата Нью-Йорк как кандидат прогрессивной партии, но вскоре после этого ушёл из активной политической жизни. В 1924 году президент Калвин Кулидж назначил Хэнда в Апелляционный суд Второго округа, который Хэнд с 1939 года до 1951 года руководил в качестве председателя. Суд второго округа при Хэнде был одним из самых известных апелляционных судов в истории страны. Друзья и поклонники выступали за назначение Хэнда судьёй Верховного суда, но обстоятельства и его политическое прошлое препятствовали этому.